# 平鎮車站
平鎮車站位於台灣桃園市平鎮區，為臺灣鐵路公司縱貫線、桃園捷運橘線規劃中的車站。
本站屬於桃園都會區鐵路地下化計畫的一部分，為該計畫所新增的五座車站之一。2020年8月3日，行政院核定平鎮臨時站的綜合規劃案，平鎮臨時站工程於2021年11月開工，2座岸壁式月台，車站規畫2處出入口、 2座電梯及樓梯，並以跨站天橋銜接兩月台，站內設電子票證設備，2026年5月啟用。

## 簡介
本站預計設置於平鎮區環南路二段、老街溪西側與新光路間，並將附近工業用地變更地目為車站專用區、商業區、住宅區及行政園區。因地方民眾要求，先設立地面臨時站，臨時站預計將於2030年7月退場。
鄰近的楊梅區埔心車站曾先後使用「安平鎮」招呼站及「平鎮」驛等名稱，成為歷史上的平鎮車站。
本站為地下車站，預計延長桃園鐵路地下化之地下鐵道3.1公里。

## 歷史
- 2013年1月10日：召開「鐵路平鎮設站可行方案說明會」。[5]
- 2014年7月28日：台鐵高架延伸平鎮站，送國發會核定。[6]

## 未來計畫
桃園鐵路地下化：將由桃園車站至平鎮車站，預計連接桃園捷運。

## 外部連結
- 桃園都會區鐵路地下化計畫規劃作業 （页面存档备份，存于）
- 桃園捷運（桃園市交通局） （页面存档备份，存于）